# Miacora
Miacora is een geslacht van vlinders uit de familie van de Houtboorders (Cossidae). De wetenschappelijke naam is voor het eerst gepubliceerd in 1905 door Harrison Gray Dyar Jr..
De typesoort is Cossus tropicalis Schaus, 1904.
De soorten van dit geslacht komen voor in Noord-, Midden- en Zuid-Amerika.

## Soorten
- Miacora adolescens (Dyar, 1914)
- Miacora diffidens Dyar, 1910
- Miacora diphyes Forbes, 1942
- Miacora leucegchytes (Dyar, 1912)
- Miacora luzena (Barnes, 1905)
- Miacora perplexus (Neumoegen & Dyar, 1893)
- Miacora subtropicalis Dyar & Schaus, 1937
- Miacora tropicalis Schaus, 1904